# Luxus Musik
Luxus Musik ist ein mittelständischer deutscher Musikverlag, der unter gleichem Namen ein Independent-Label betreibt. Sitz war bis 1999 München, inzwischen ist das Unternehmen in Graben bei Augsburg ansässig.

## Geschichte
Luxus Musik wurde 1990 vom Musiker und Komponisten Paul Vincent Gunia zunächst als reiner Selbstverlag für dessen Film- und Unterhaltungsmusiken gegründet. Zwei Jahre später, mit dem Erscheinen des Albums Hot Wollé der Wolle Kriwanek Band, begann Gunia – selbst Mitglied der Formation – neben den eigenen Werken auch die befreundeter Künstler zu verlegen. Seit 1999 arbeitet das Musiklabel insbesondere auf Vertriebsebene eng mit Bell Musik zusammen.

## Organisation
Luxus Musik betreibt zwei Tonstudios in Augsburg-Land und München, in denen überwiegend Film- und TV-Musiken produziert werden. Die eigenen Produkte werden zum einen über Direktvertriebswege (Onlineshops, Download-Portale u. ä.), zum anderen über Vertriebspartner im Einzelhandel angeboten. Für alle Live-Aktivitäten der unter Vertrag befindlichen Künstler und Bands ist der hauseigene Luxus Konzertservice mit Sitz im Landkreis Ludwigsburg verantwortlich.

## Künstler und Bands
- Paul Vincent
- Vincent Rocks
- Vincent
- Mono Gunia
- Peter & The Undertakers
- Morscheck & Burgmann
- Uli Eisner
- David Hanselmann
- Kapelle Wissmann
- Mike Toole
- Xzeed
- Touch of Karma
- Sha
- The Surface Tension
- Wolle Kriwanek Band